# Uruguay Railway Company
Die Uruguay Railway Company war eine US-amerikanische Holding-Gesellschaft mit Sitz in Portland Maine, die in Uruguay zwischen 1912 und 1919 einen Großteil des Schienennetzes des Landes kontrollierte.

## Vorgeschichte
Am 12. November 1906 gründete der US-amerikanische Investor und Tycoon Percival Farquhar in Portland, Maine, die Brazil Railway Company. Weitere Gesellschaften wie die Argentine Railway Company, Bolivian Railway Company, Uruguay Railway Company, u. a. folgten und Farquhar erlangte über diese Unternehmen innerhalb kurzer Zeit Mehrheitsbeteiligungen von vielen in Lateinamerika aktiven Eisenbahngesellschaften. Sein Ziel war es, langfristig die Kontrolle über alle Eisenbahngesellschaften in Mittel- und Südamerika zu erreichen. Hinter Farquhar stand ein internationales Bankenkonsortium, an dem Banken aus den USA, Frankreich, Großbritannien und dem Deutschen Reich beteiligt waren.

## Geschichte

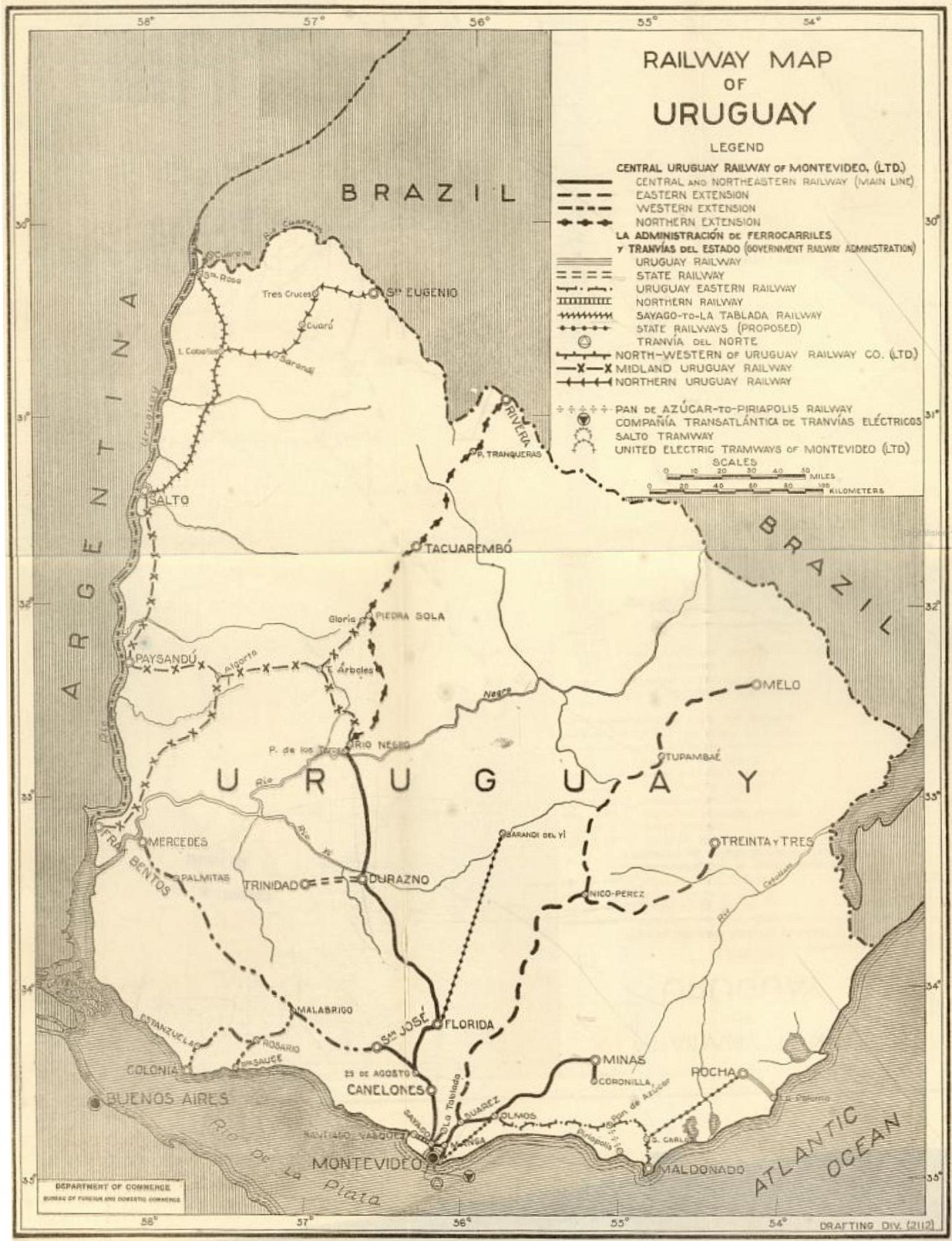
Streckennetz 1927

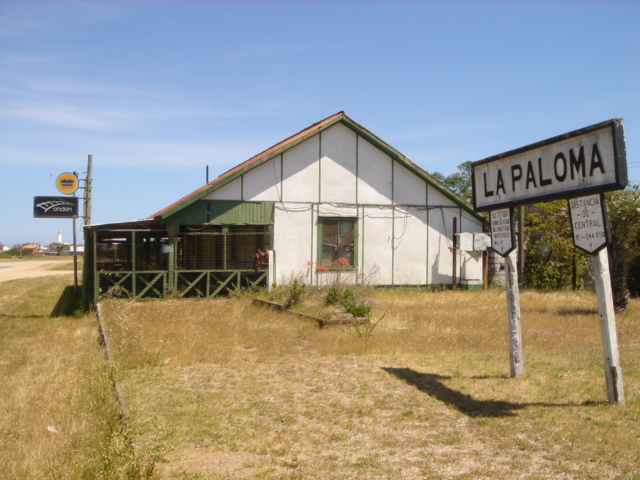
Im ehemaligen Bahnhof von La Paloma befindet sich heute ein Museum

Ab 1912 verfügte die Uruguay Railway Company über Mehrheitsbeteiligungen an der Midland Uruguay Railway, der Uruguay Northern Railway und der North Western of Uruguay Railway.
Im gleichen Jahr erwarb sie von der Regierung in Uruguay zudem eine Konzession für den Bau und Betrieb einer Bahnstrecke von La Paloma an der Küste nach Rocha und weiter über Cebollatí nach Treinta y Tres, wo es bereits einen Bahnhof der unabhängigen Central Uruguay Railway (CUR) gab.
Kurz vor Ausbruch des Zweiten Weltkrieges gelang es Farquhar sogar, einen Vertrag mit der Regierung Uruguays zu schließen, nach dem ihm der gesamte Ausbau aller weiteren Eisenbahnstrecken im Land übertragen werden sollte. Der Kriegsausbruch mit seinen Folgen für Farquhar und seine Gesellschaften bereiteten diesen Plänen jedoch ein Ende.
Die Uruguay Railway Company schaffte es zwar bis 1914, die rund 30 km lange Strecke von La Paloma nach Rocha zu errichten, aber nach dem Krieg musste Farquhar wegen wirtschaftlicher Probleme seine Beteiligungen 1919 an die CUR verkaufen, die somit, bis auf wenige kleinere staatliche Strecken, fast den kompletten Schienenverkehr in Uruguay kontrollierte. Einzig die von der Uruguay Railway Company gebaute Strecke zwischen La Paloma nach Rocha wurde am 30. Januar 1919 von der Regierung in Uruguay erworben und als Staatsbahn weitergeführt.
Diese Bahnstrecke wurde jedoch nie, wie ursprünglich geplant, weiter Richtung Treinta y Tres ausgebaut. Stattdessen wurde eine Verbindung zur ebenfalls 1919 vom Staat übernommenen Ferrocarril Uruguayo del Este hergestellt und somit La Paloma mit der Hauptstadt Montevideo verbunden. 1987 wurde jedoch der Personenverkehr eingestellt, der Güterverkehr einige Jahre später.